# 역작용제

완전 작용제, 부분 작용제, 중성 길항제 및 역작용제의 용량-반응 곡선

역작용제(逆作用劑, 영어: inverse agonist)는 약리학에서 작용제와 동일한 수용체에 결합하지만 작용제와 반대되는 약리학적 반응을 유도하는 약물이다.
중성 길항제는 작용제 또는 역작용제가 없을 때 활성이 없지만 둘 중 하나의 활성을 차단할 수 있다. 이들은 실제로 차단제(예: 알파 차단제, 베타 차단제 및 칼슘 통로 차단제 포함)라고도 한다. 역작용제는 작용제와 반대 작용을 하지만 이 두 작용의 효과는 길항제에 의해 차단될 수 있다.

## 같이 보기
- 작용제
- 길항제
- 자가수용체

1. ↑  Kenakin T (April 2004). “Principles: receptor theory in pharmacology”. 《Trends in Pharmacological Sciences》 25 (4): 186–92. doi:10.1016/j.tips.2004.02.012. PMID 15063082.
2. ↑  Nutt D, Stahl S, Blier P, Drago F, Zohar J, Wilson S (January 2017). “Inverse agonists - What do they mean for psychiatry?”. 《European Neuropsychopharmacology》 27 (1): 87–90. doi:10.1016/j.euroneuro.2016.11.013. hdl:10044/1/43624. PMID 27955830. S2CID 25113284.